# U-Bahnhof Meiendorfer Weg
Der U-Bahnhof Meiendorfer Weg ist eine Haltestelle der Hamburger U-Bahn-Linie U1. Das Kürzel der Station bei der Betreiber-Gesellschaft Hamburger Hochbahn lautet „ME“. Der U-Bahnhof hat täglich 4.648 Ein- und Aussteiger (Mo–Fr, 2019).

## Anlage

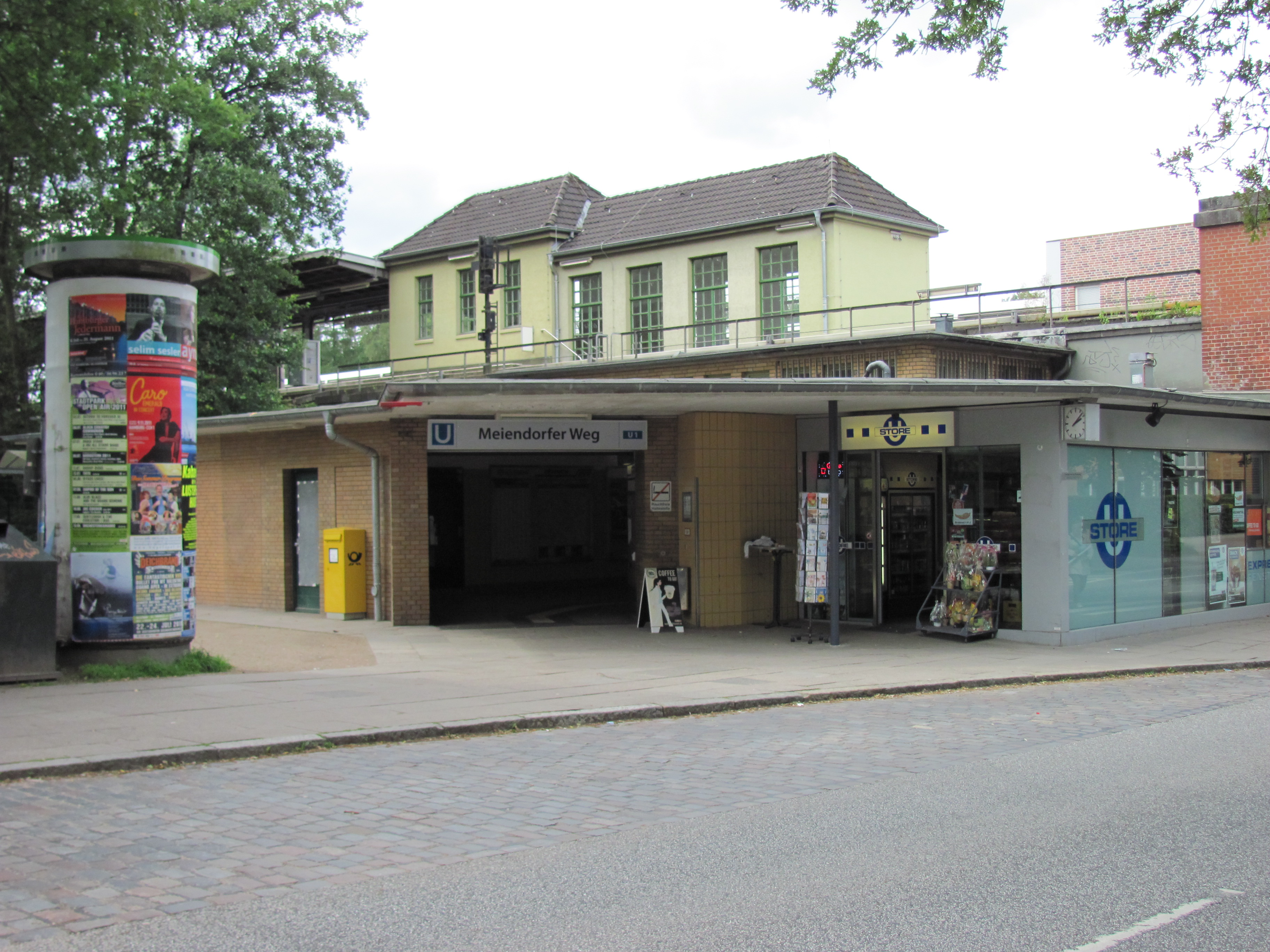
Zugangsgebäude am Meiendorfer Weg, ursprünglich von Eugen Göbel

Der Bahnhof verfügt über einen etwa 120 Meter langen Mittelbahnsteig in Dammlage, der im Nordosten am Meiendorfer Weg endet, wo sich auch das Zugangsgebäude befindet.
Die Haltestelle ist seit dem 15. Oktober 2018 barrierefrei mit einem Aufzug und einem taktilen Blindenleitsystem ausgestattet.
Westlich der Haltestelle befindet sich eine P+R-Anlage mit 263 Stellplätzen und eine B+R-Anlage mit 152 Stellplätzen. Außerdem kann hier in die Metrobus-Linie 24 (Niendorf – Langenhorn – Volksdorf – Rahlstedt) umgestiegen werden.

## Geschichte
Während des Dampfbetriebs und zu Anfang des elektrischen Betriebs wurde am 1919 erbauten Bahnhof nicht gehalten. Als die Hochbahn den Bahnhof 1925 testweise öffnete, zeichnete sich ein so hoher Zuspruch ab, dass die Züge seitdem dort regulär halten.
| Linie | Verlauf |
| ----- | --- |
| U 1   | Norderstedt Mitte – Richtweg – Garstedt – Ochsenzoll – Kiwittsmoor – Langenhorn Nord – Langenhorn Markt – Fuhlsbüttel Nord – Fuhlsbüttel – Klein Borstel – Ohlsdorf – Sengelmannstraße (City Nord) – Alsterdorf – Lattenkamp (Sporthalle) – Hudtwalckerstraße – Kellinghusenstraße – Klosterstern – Hallerstraße – Stephansplatz (Oper/CCH) – Jungfernstieg – Meßberg – Steinstraße – Hauptbahnhof Süd – Lohmühlenstraße – Lübecker Straße – Wartenau – Ritterstraße – Wandsbeker Chaussee – Wandsbek Markt – Straßburger Straße – Alter Teichweg – Wandsbek-Gartenstadt – Trabrennbahn – Farmsen – Oldenfelde – Berne – Meiendorfer Weg – Volksdorf / Streckenast Ohlstedt – Buckhorn – Hoisbüttel – Ohlstedt \ Streckenast Großhansdorf – Buchenkamp – Ahrensburg West – Ahrensburg Ost – Schmalenbeck – Kiekut – Großhansdorf |